# Сента Миленковић
Сента Миленковић (Владичин Хан, 3. јул 1957 — Београд, 28. фебруар 2016) је био југословенски и српски полицијски генерал-мајор, припадник Специјалне антитерористичке јединице (САЈ) и дугогодишњи припадник личног обезбеђења Слободана Милошевића, председника СР Србије и СР Југославије.

## Биографија
Рођен је 3. јула 1957. године у Владичином Хану. Завршио је Вишу школу унутрашњих послова у Земуну, а потом је примљен у Специјалну антитерористичку јединицу (САЈ), заједно са Радованом Стојичићем Баџом.
Јавности је постао познат када се 28. јуна 1989. године појавио у пратњи председника СР Србије Слободана Милошевића на митингу на Газиместану. Од тада је био у сталној Милошевићевој пратњи као начелник Одељења за обезбеђење Председника Републике, до непосредно уочи његовог хапшења у марту 2001. године.
Сента Миленковић је 1992. године уписао Дефектолошки факултет Универзитета у Београду, који је завршио 1997. године. Унапређен је у чин полицијског генерал-мајора 7. јула 1997. године.
Последња два месеца живота је провео на лечењу на Војномедицинској академији (ВМА) у Београду, где је и преминуо 28. фебруара 2016. године. Сахрањен је 1. марта 2016. године на Централном гробљу у Београду, након комеморације одржане на стадиону ФК Партизан.

## Видите још
- Слободан Милошевић
- Говор на Газиместану